# فايبر (مروحية)
فايبر وأسمها الكامل آي أتش-1 زد فايبر  هي تطوير للمروحية الهجومية كوبرا .وقامت بعملية التطوير بيل للمروحيات لصالح قوات المارينز وبدأ مشروع التطوير سنة 1996 وطارت النموذج الأولي للمروحية عام 2000 وبدأ الإنتاج الأولي عام 2003  بينما تأخر التصنيع التجاري حتى عام 2012.وتخطط قوات المارينز لإمتلاك 189 مروحية حتى عام 2019 , منهم 131 طائرة كوبرا سيتم تطويرها إلى مروحية فايبر و58 مروحية ستبنى حديثاً.

## التطوير
شمل التطوير استخدام محركين جنرال الكتريك T700-GE-401C محرك عمود دوران توربيني ومن أبرز التطويرات استخدام مروحة من أربع شفرات بدل من مروحة بشفرتين وهذا التغير سيحسن إداء المروحية لحد كبير,حيث سيؤدي أستخدام أربع شفرات بدا أثنتين إلى زيادة السرعة ,زيادة معدل التسلق العمودي,زيادة الحمولة بالإضافة إلى تخفيض مستوى أهتزاز المروحة كما إن المروحية ستزود بنظام شبه آلي لثني شفرات المروحة أثناء الخزن على سطح السفن. 
ومن الجدير بالذكر إن المروحة ذات الشفرتين هي من الخصائص المميزة لكل نماذج مروحيات بيل .
وعلى الرغم من كل التطويرات والتعديلات مازال مظهر المروحية الخارجي ومقصورة الطيارين هي نفسها حيث يجلس الطيار في الخلف بينما يجلس مساعد الطيار / الرامي في المقدمة كذلك الأجهزة الألكترونية في قمرة القيادة لم تتغير.
تستخدم المروحية أنظمة إلكترونية تمّكنها من الطيران ليلاً ونهاراً وبمختلف الظروف الجوية ومن هذه الأنظمة جهاز رؤية ليلي مُشترك مع أشعة تحت الحمراء وبرنامج إلكترونية لبحث وأصابة الأهداف , مما يسمح للمروحية فايبر بمشاغلة الأهداف من مسافة بعيدة . ويمكن تزويد المروحية برادار السيطرة على النيران محمول على أطراف الجنيحات الثابتة للمروحية  كذلك هناك أجهزة إلكترونية للتحكم بالطيران الآلي .ويجهز الطيار ومساعده بخوذة مزودة بشاشة للرؤية والعرض .

## التسليح
تسليح المروحية فايبر مرن للغاية , وتحمل المروحية 2 طن من الأسلحة المتنوعة محمولة على الجنيحات الثابتة للمروحية , وتشمل هذه الأسلحة 16 صاروخ إيه جي إم-114 هيلفاير مضاد للدبابات وصواريخ غير موجهة هيدرا عيار 70 ملم ,كما يمكن تزويد المروحية بصواريخ إيه جي إم-114 هيلفاير مضادة للسفن ,أو قنابل القاء-حر بما فيها إم كي.77 وهي قنابل حارقة كما يمكن تزويدها بصاروخين أثنين من نوع ( فاير آند فوركت) وهي صواريخ جو-جو أسرع من الصوت موجهة بالأشعة تحت الحمراء كذلك تزود المروحية بمدفع رشاش ثلاثي السبطانة من عيار 20 ملم ينصب في مقدمة المروحية .
أدخلت على المروحية تحسينات كبيرة لزيادة الأمان وتحمل الصدمات مثل نظام كتمان الأشعة تحت الحمراء الذي يغطي عوادم المحركات ,أجهزة تشويش الرادار,كذلك مع جهاز تحذير من الصواريخ المضادة .
وتم تغطية هيكل المروحية والاجزاء الخارجية منها لتفادي الصدأ خلال الخدمة الطويلة على البحر ,وتستخدم هذه المروحية من على سفن الهجوم البرمائية.

## معرض الصور

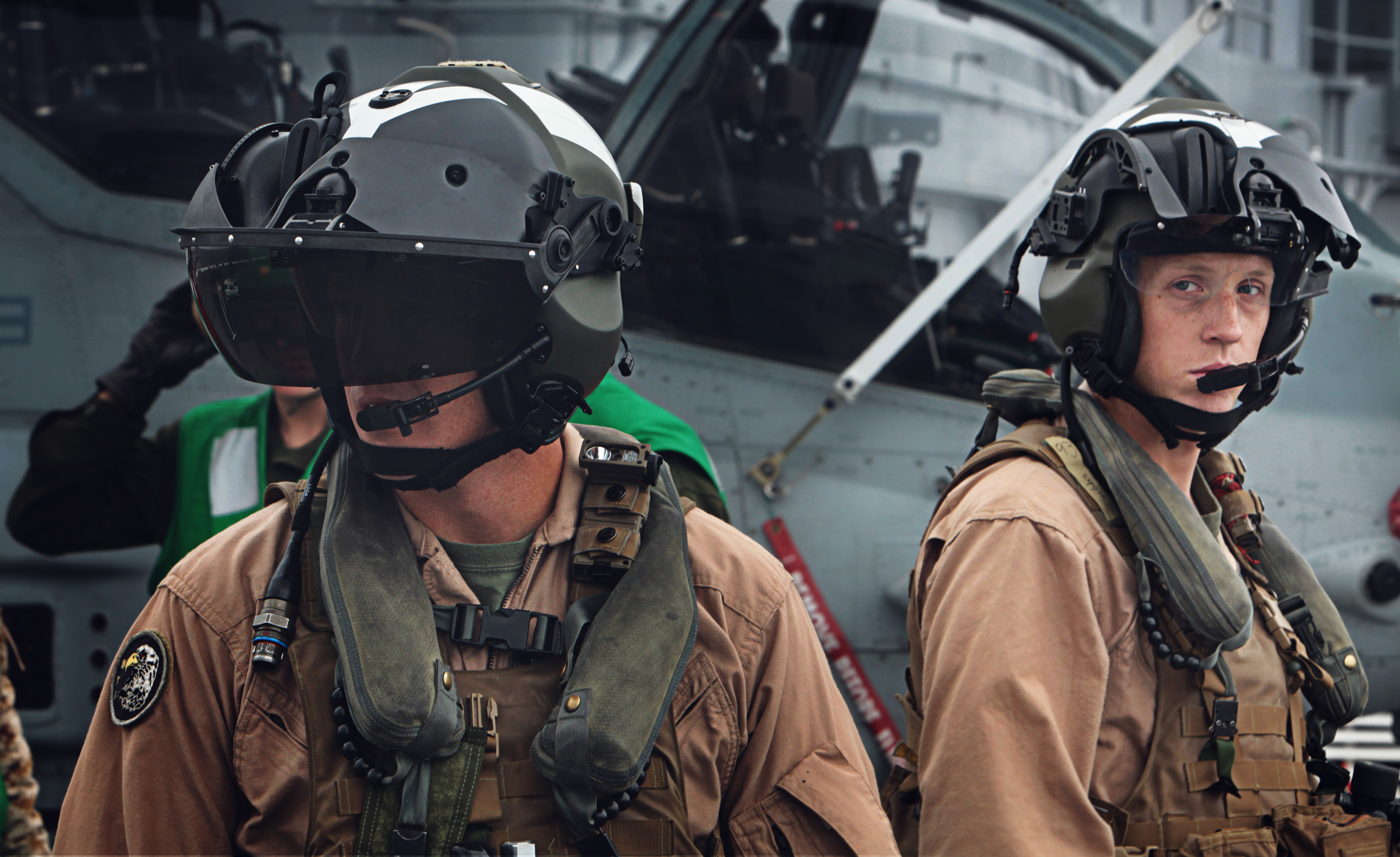
طيار يرتدي خوذة مزودة بشاشة عرض
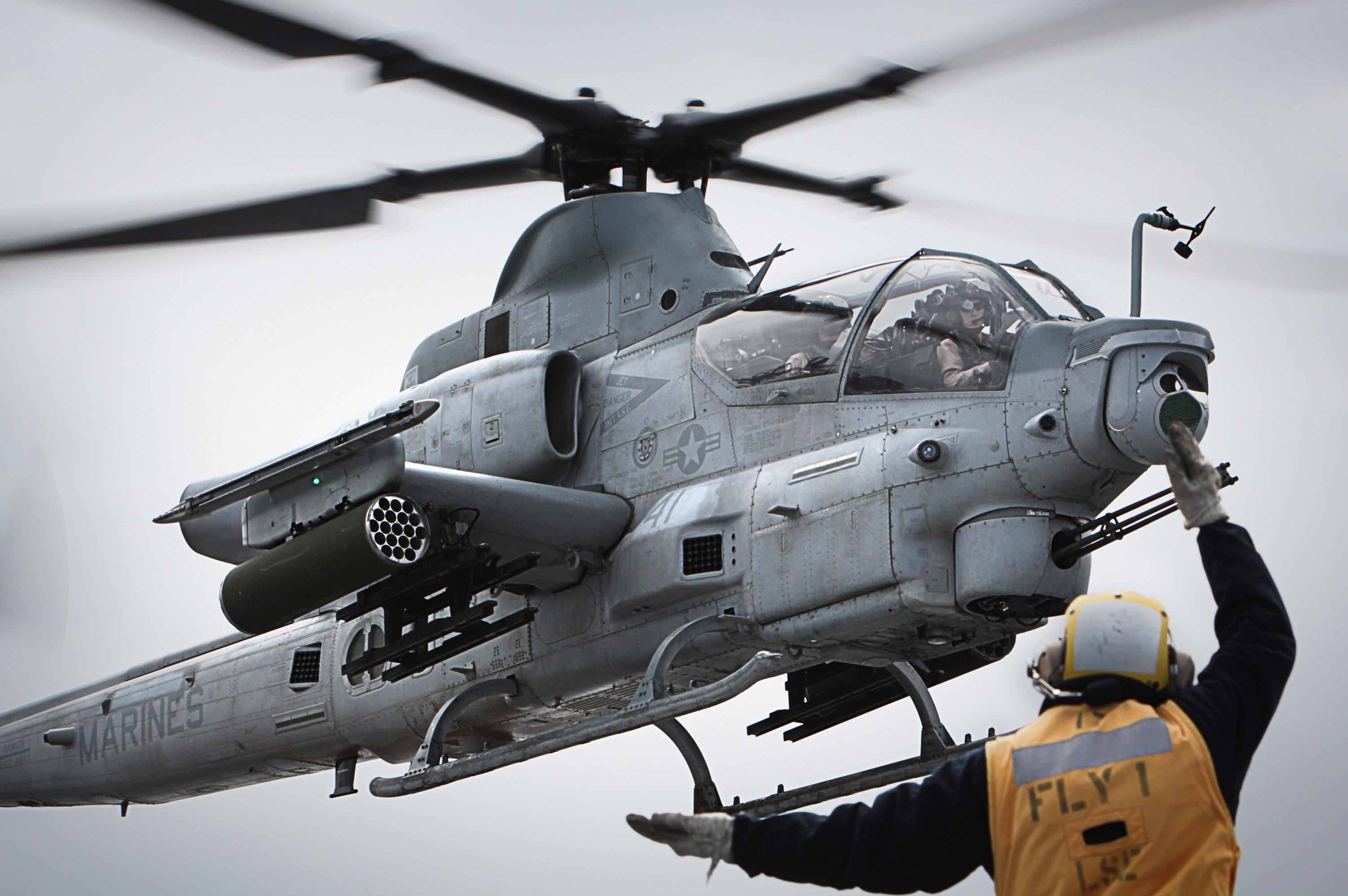
فايبر على حاملة طائرات
مخطط للمروحية
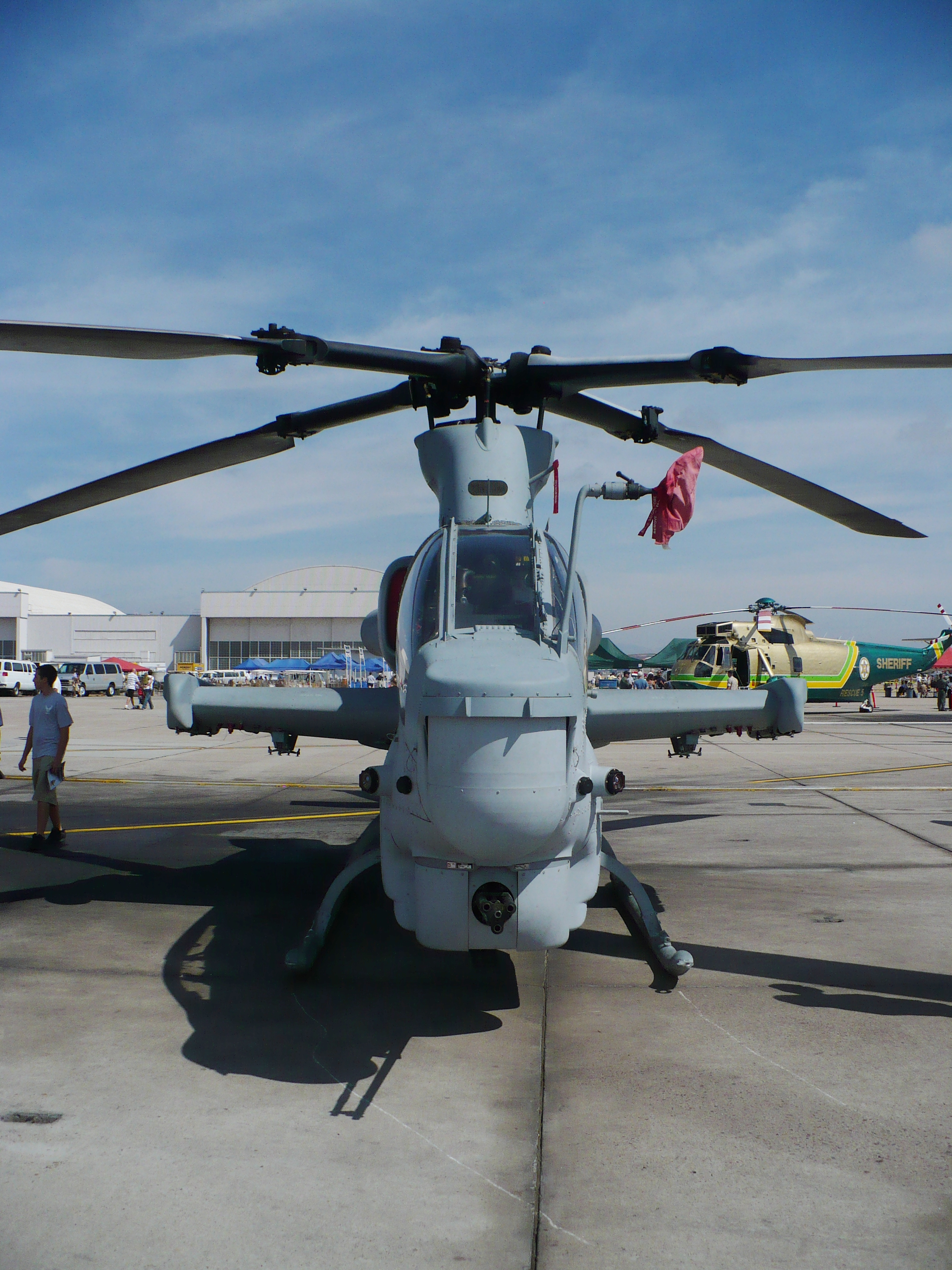
فايبر في عرض جوي

## أقرا أيضا
- يوروكوبتر تايغر
- مي 35 إم
- كاموف كا-50
- أغستا إيه 129 مانغوستا
- زد-10
- هال دروف (مروحية)